# Sætningen om lukkede grafer
Sætningen om lukkede grafer er et grundlæggende resultat i den del af matematikken, der kendes som funktionalanalyse. Sætningen karakteriserer de kontinuerte (begrænsede) lineære operatorer mellem Banachrum ved hjælp af operatorgrafen, som den er defineret nedenfor.

## Sætningen
For enhver afbildning T : X → Y defineres grafen af T som mængden
{\displaystyle \lbrace (x,y)\in X\times Y\mid Tx=y\rbrace }.
Sætningen siger da følgende: Hvis X og Y er Banachrum, og T : X → Y er en overaltdefineret lineær operator (dvs. at definitionsområdet D(T) for T er X), da er T kontinuert (eller begrænset), hvis og kun hvis den er en lukket operator; dvs. at grafen er lukket i X×Y (med produkttopologien).
Kravet på definitionsområdet er nødvendigt grundet eksistensen af ubegrænsede, lukkede operatorer. 
Hellinger–Toeplitz' sætning, der udsiger, at enhver overalt defineret symmetrisk operator i et Hilbertrum er begrænset, kan betragtes som et direkte korollar til sætningen, idet symmetriske operatorer er lukkede.

## Ekstern henvisning
- Et bevis for sætningen på PlanetMath.